# 黒瀬町丸山
黒瀬町丸山（くろせちょうまるやま）とは、広島県東広島市の大字。全域で住居表示未実施である。

## 概要
黒瀬地区中部に位置しており、中心部には標高240mの龍王山がそびえ立つ。「丸山」の名はこの龍王山の形状が丸いことに由来する。
旧黒瀬町の中心地のひとつであり、黒瀬町役場が置かれていた。東広島市への編入後は東広島市役所黒瀬支所が置かれている。
旧中黒瀬村に属する。

## 沿革
- 1889年（明治22年）4月1日 - 町村制施行。賀茂郡丸山村他8村が合併し、中黒瀬村が発足する。丸山村は「丸山」として中黒瀬村の大字となる[3][4]。
- 1954年（昭和29年）3月31日、賀茂郡上黒瀬村、下黒瀬村、乃美尾村、中黒瀬村が合併し、黒瀬町が発足する。丸山は黒瀬町の大字となる[3][4]。
- 2005年（平成17年）2月7日 - 黒瀬町他4町が東広島市に編入される。丸山は「黒瀬町丸山」として東広島市の大字となる[5]。

## 交通

### 鉄道
町内を山陽新幹線が通るが、駅はない。最寄り駅は東広島駅（山陽新幹線）、安浦駅（JR呉線）など。

### バス
JRバス中国の路線バス及び、東広島市のコミュニティバス「黒瀬さくらバス」が利用可能である。

#### JRバス中国
- 西条駅 - 広大西口 - 広島国際大学
- 西条駅 - 東広島駅 - 広島国際大学
- 西条駅 - 御薗宇 - 広島国際大学 - 広駅 - 呉駅

#### 黒瀬さくらバス
全ての路線が町内の黒瀬支所を起点としている。
- 渋・長貫 - 黒瀬支所
- 渋・長貫 - ショージ - 黒瀬支所
- 八畝ヶ畑 - 黒瀬支所
- 洋国団地 - 黒瀬支所
- 楢原 - 黒瀬支所
- 上条 - 黒瀬支所

### 道路

#### 高速道路
- 東広島呉自動車道 - 金剛山トンネル

#### 一般国道
- 国道375号

## 施設・名所など

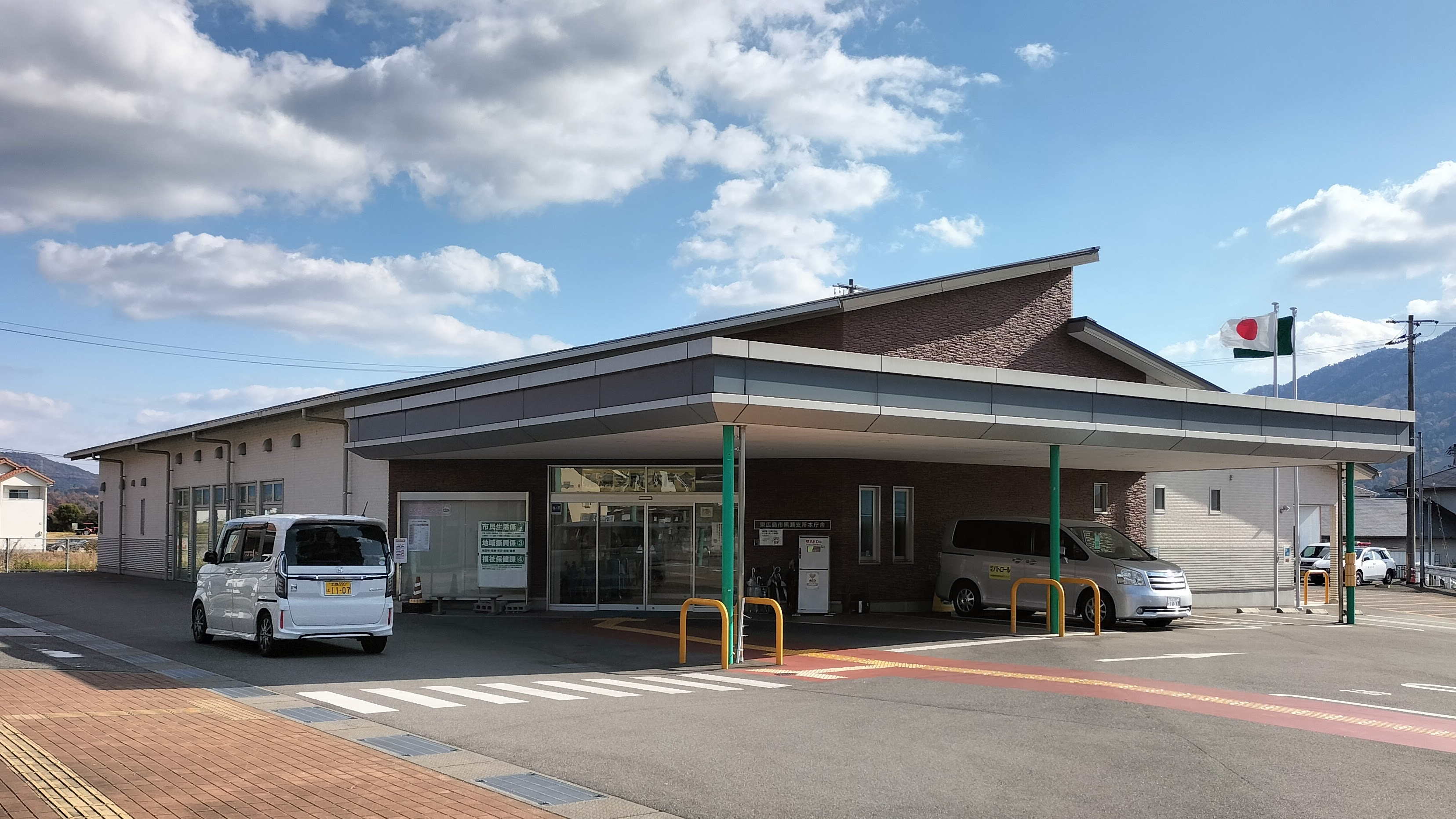
黒瀬支所本庁舎

- 東広島市役所黒瀬支所
- 龍王山総合公園
- ビッグハウス黒瀬店
- みどりがおかようちえん
- 緑ヶ丘保育園

## 学区
公立小・中学校に通学する場合、中黒瀬小学校ならびに黒瀬中学校に通学することになる。

## 面積
2020年時点での面積は2.933538402km2である。

## 世帯数・人口
2024年11月末での世帯数は557世帯、人口は1184人である。